# Syrphophagus subviridis
Syrphophagus subviridis är en stekelart som först beskrevs av Hoffer 1970.  Syrphophagus subviridis ingår i släktet Syrphophagus och familjen sköldlussteklar. Inga underarter finns listade i Catalogue of Life.